# Aulacaspis calophylli
Aulacaspis calophylli är en insektsart som beskrevs av Sadao Takagi 1999. Aulacaspis calophylli ingår i släktet Aulacaspis och familjen pansarsköldlöss. Inga underarter finns listade i Catalogue of Life.